# Ізель (річка)
Ізель (нім. Isel) — річка довжиною 57,3 км на віддалі приблизно 300 км на південний захід від столиці Австрії — Відня, в окрузі Лієнц на сході Тіролю, . Місцини де вона протікає є одними з найвідоміших туристичних районів у австрійських Альпах. Річка Ізель сьогодні є найдовшою вільноплинною, екологічно функціональною льодовиковою річкою в Альпах, з гарантованою якістю найчистішої води.

## Географія
Річка Ізель бере свій початок в льодовику Умбалкісі в Умбальталі на висоті 2400 метрів, а потім протікає через Віргенталь, де її також називають Мала Ізель. Коли до річки впадає така ж потужна притока Тауербах, її починають називати Велика Ізель. Далі Ізель протікає через Ізельталь і на висоті 670 метрів у Лієнці вона впадає в Драву. Хоч Ізель поблизу Лієнця багатоводніша, ніж Драва, Драва зберегла свою назву, оскільки походить з головнішої долини.
Територія річки Ізель вздовж берегів малонаселена — 25 жителів на квадратний кілометр. В долинах річки Ізель лежать головні міста Прегратен (1309 м), Фірген (1187 м) і Матрай (975 м).

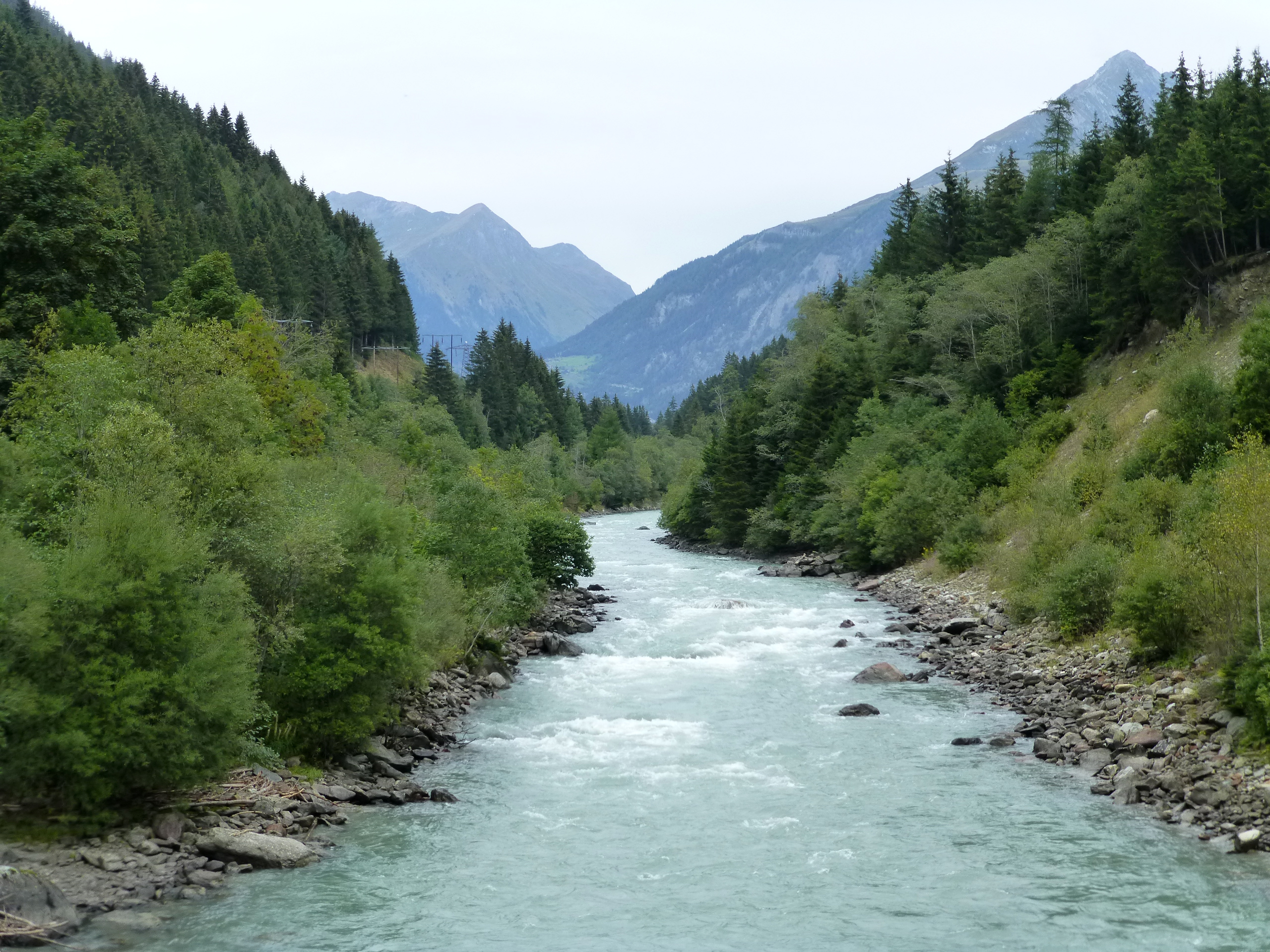
Річка Ізель на південь від Матраю

Водозбірний басейн річки Ізель охоплює 48 приток, які протікають по території з загальною площею 1200,86 км². Річка має загальний у́хил 1730 метрів. Трохи вище від гирла річки середня швидкість витрати води потоку становить 39 м³ / сек. Як і для більшості річок, що витікають з льодовика, об'єм води річки Ізель коливається залежно від часу доби та сезону, оскільки залежить від швидкості танення льодовика. Менше води в ранковий час, більше води у вечірній час. Низький рівень води — вимку, високий рівень води — влітку. Русло річки Ізель дуже широке і під впливом великих мас води безперервно зміщується і змінює свою форму. Льодовик, з якого витікає Ізель, сповзаючи стирає дрібні частинки породи, що надають воді молочно-блакитно-зеленого кольору.

## Клімат
Середньорічна температура в районі Ізелю становить 3 °С. Найтеплішим місяцем є липень, коли середня температура становить 14 °C, а найхолоднішим — січень із −8 °C. Середньорічна кількість опадів становить 2138 міліметрів. Найвологіший місяць листопад, в середньому 297 мм опадів, а найсухіший грудень, 126 мм опадів.

## Природний заповідник
Верхня течія річки Ізель протікає в австрійському національному парку Високий Тауерн. Вважається, що 80 % території вздовж течії Ізеля має високу або дуже високу природоохоронну цінність. До природоохоронної зони ввійшла уся територія річки Ізель від водоспаду Умбал до міської межі Лієнца, верхів'їв Шварцаха і потоку Кальсер.

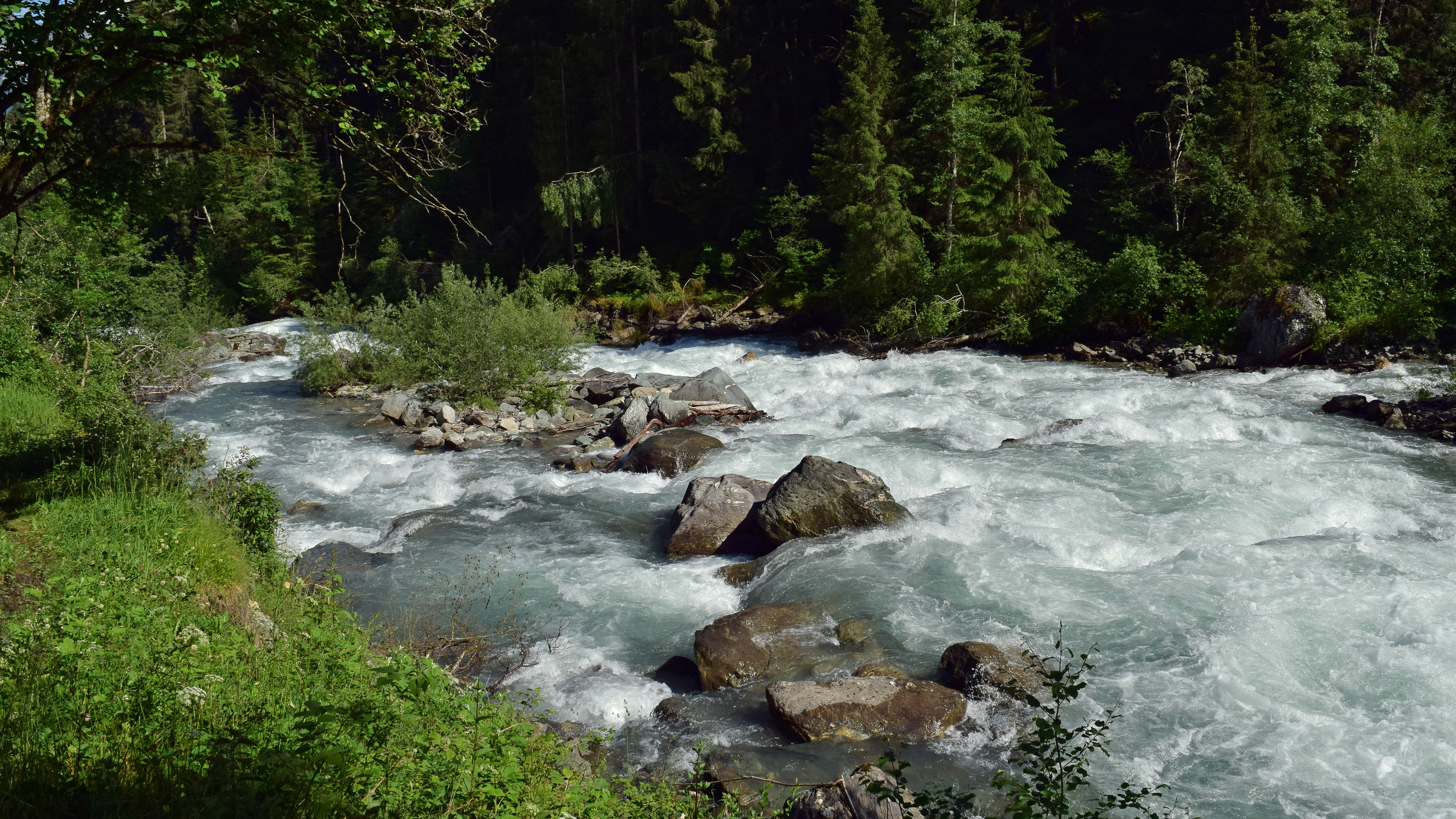
Ізель біля Фіргена

## Якість води
Вище Фіргена річка Ізель має дуже чисту воду. Нижче Фіргена її якість погіршується до рівня II. Однак далі вона очищується і її якість між Матраєм і Губеном знову чудова. В районі гирла річки вода досягає біологічного класу якості I.

## Риби Ізеля
Природними перешкодами для міграції риб є вхід у долину Віргенталь, ущелина перед містечком Прегратен, водоспад Умбал. У верхів'ях річки до Матраю в річці Ізель проживає пструг райдужний, в нижній течії — пструг струмковий, харіус європейський і лосось дунайський.

## Німецький тамариск

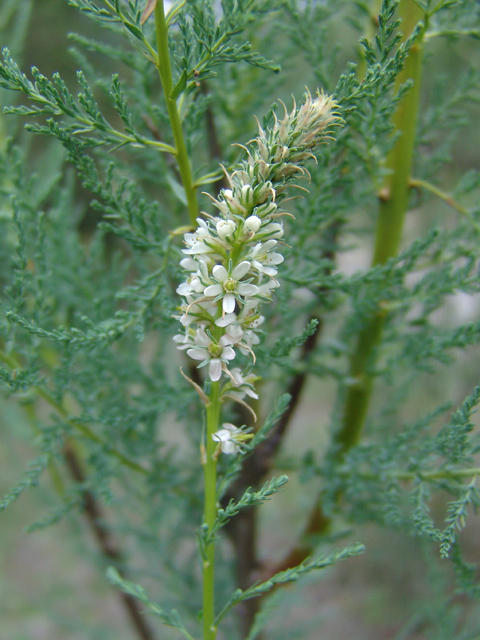
Квітка
німецького тамариску

Коли лід льодовика тане під сонцем, береги річки затоплюються щодня, створюючи унікальне та рідкісне середовище проживання для видів флори та фауни, що перебувають під загрозою зникнення. Німецький тамариск (лат. Myricaria germanica), висока рослина з глибоким корінням і блідо-рожевими квітками, тепер є досить рідкісною рослиною, хоч недавно був широко розповсюдженим. Йому потрібно багато сонця, але верби та вільхи легко затіняють його. Тому він зберігся в долинах річки Ізель, яка внаслідок великих мас води в літні місяці часто змінює русло створюючи нові береги та намиваючи нові острівці, на яких тамариск може безперешкодно проростати.

## Гірські тури

### Ізельська стежка

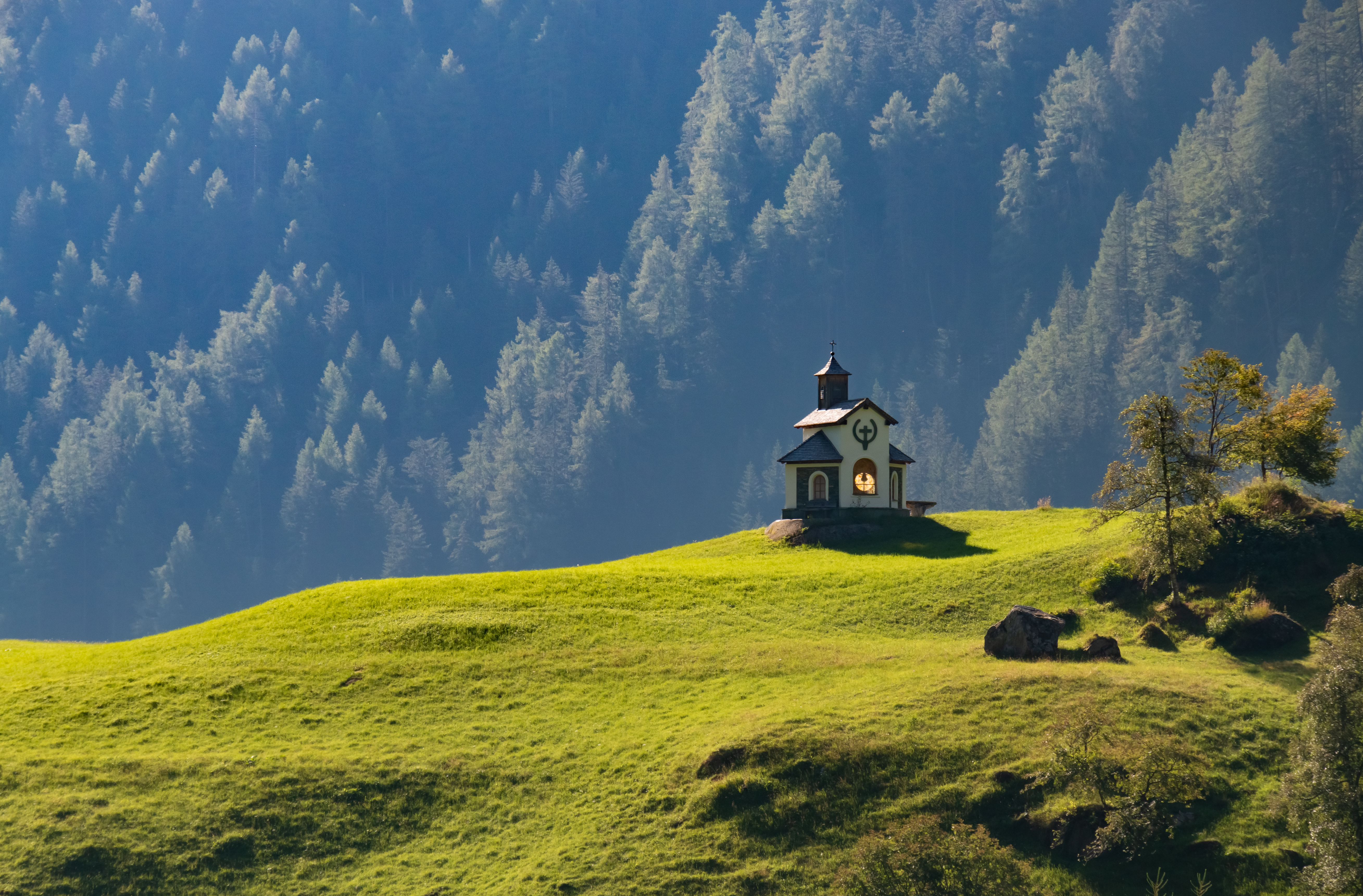
Капличка в Штродені

Від міста Лієнц вгору до льодовика Умбалкіс по долині річки Ізель прокладена 75-кілометрова стежка, яка була відкрита для відвідувачів у 2020 році. Пішохідний маршрут має загальну довжину 74,19 км і 2169 метрів перепаду висоти, він розділений на 12 окремих ділянок.
Час, за який можна пройти Ізельську стежку цілкови́то залежить від фізичних можливостей і побажань туриста, але маршрут середньої складності може з приємністю подолати за 5 днів кожен, навіть без спеціального тренування. Приблизний час ходьби становить 22 год, тобто приблизно 3,5 год на день, а середній пройдений шлях за день становить 15 км. Щоб погода була сприятливою найкращий період від травня до вересня. Початковий пункт — Лієнц, кінцевий пункт — Умбалкіс / Штроден. Перепад висот 1380 м.

#### Проєкт електростанції
Протягом десятиліть річка Ізель та її притоки були під загрозою знищення електростанцією, яку планували побудувати ще в 1973 році незважаючи на угоду про створення австрійського національного парку на гірському хребті Високий Тауерн, яку підписали Тіроль, Зальцбург і Каринтія.

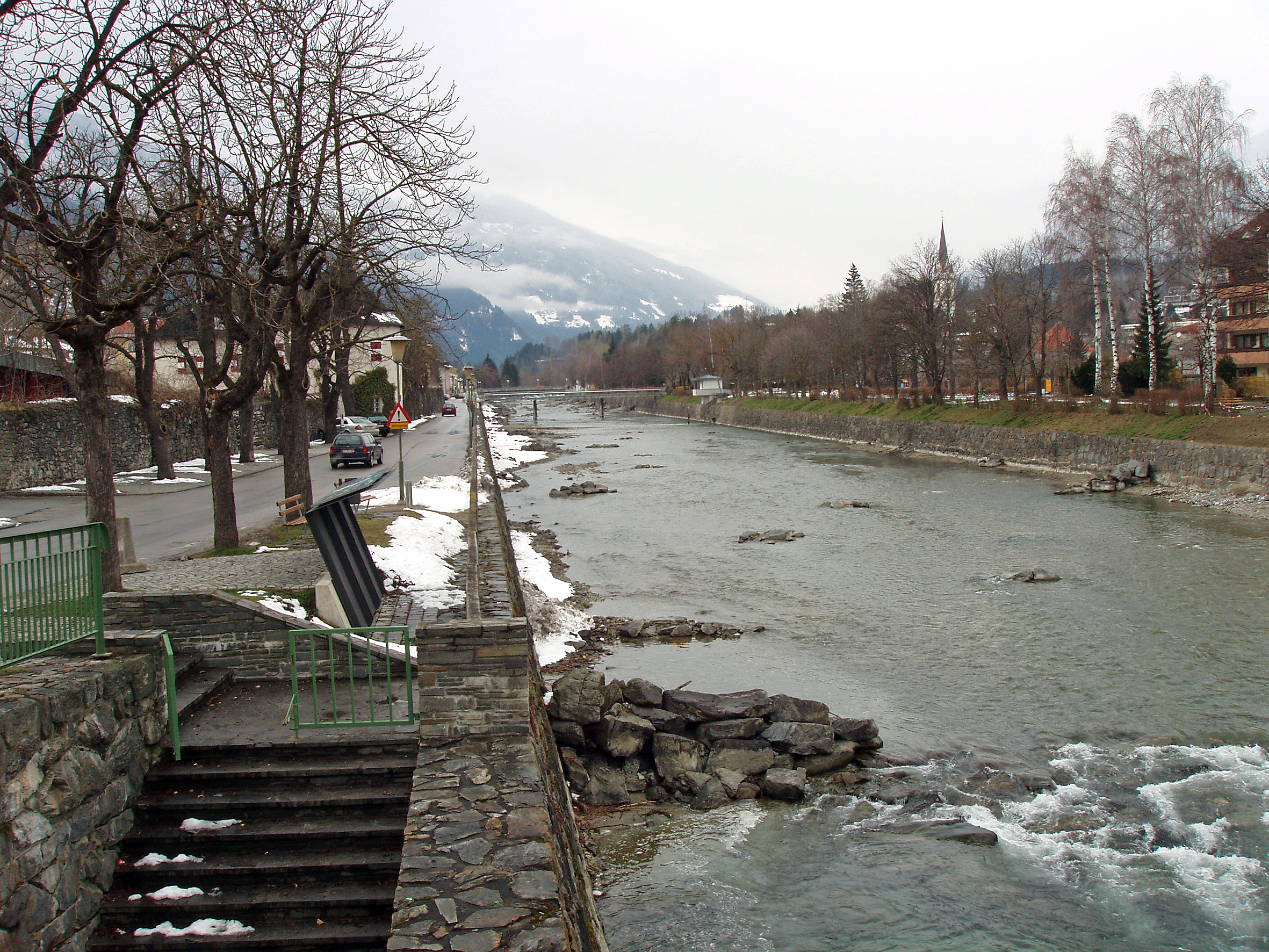
Ізель у Лієнці

Та коли була організована Асоціація з охорони рекреаційного ландшафту в Східному Тіролі, активісти охорони природи почали протестувати і в 1989 році проєкт електростанції був скасований. Відтоді розпочався 30-літній шлях створення Ізельської стежки. В 2001 році з'явився проєкт Європейського Союзу «Природа 2000» (Natura 2000) — мережа заповідників ЄС, які вважаються особливо гідними для охорони.
Ізельська стежка не тільки дає можливість відпочинку на природі для туристів, вона, за словами відомого природозахисника Вольфганга Реттера (1938), є «останнім каменем у захисній стіні (природи), що оточує Ізель».

## Примітки

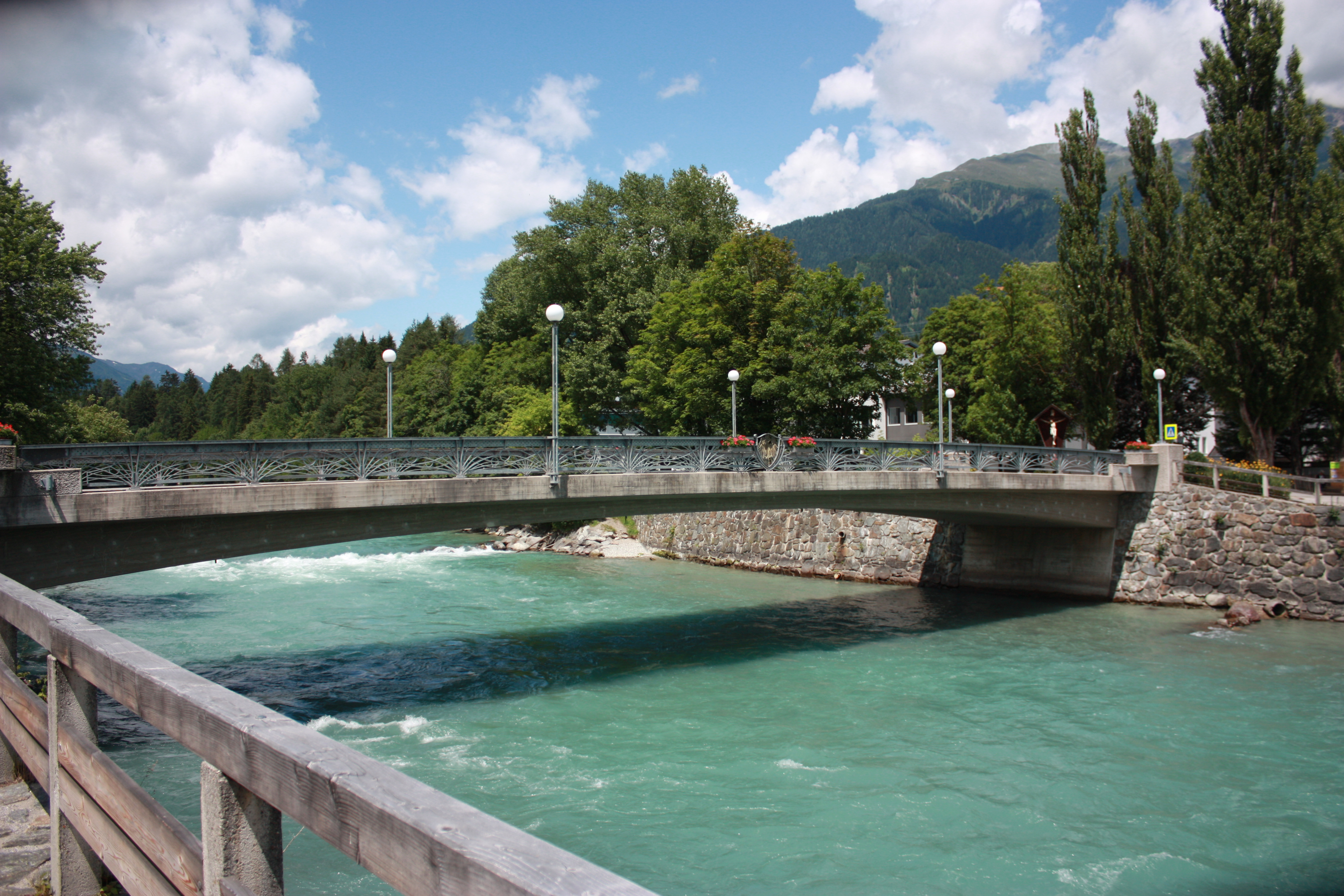
Парафіяльний міст через Ізель в Лієнці

#### Глобальне потепління

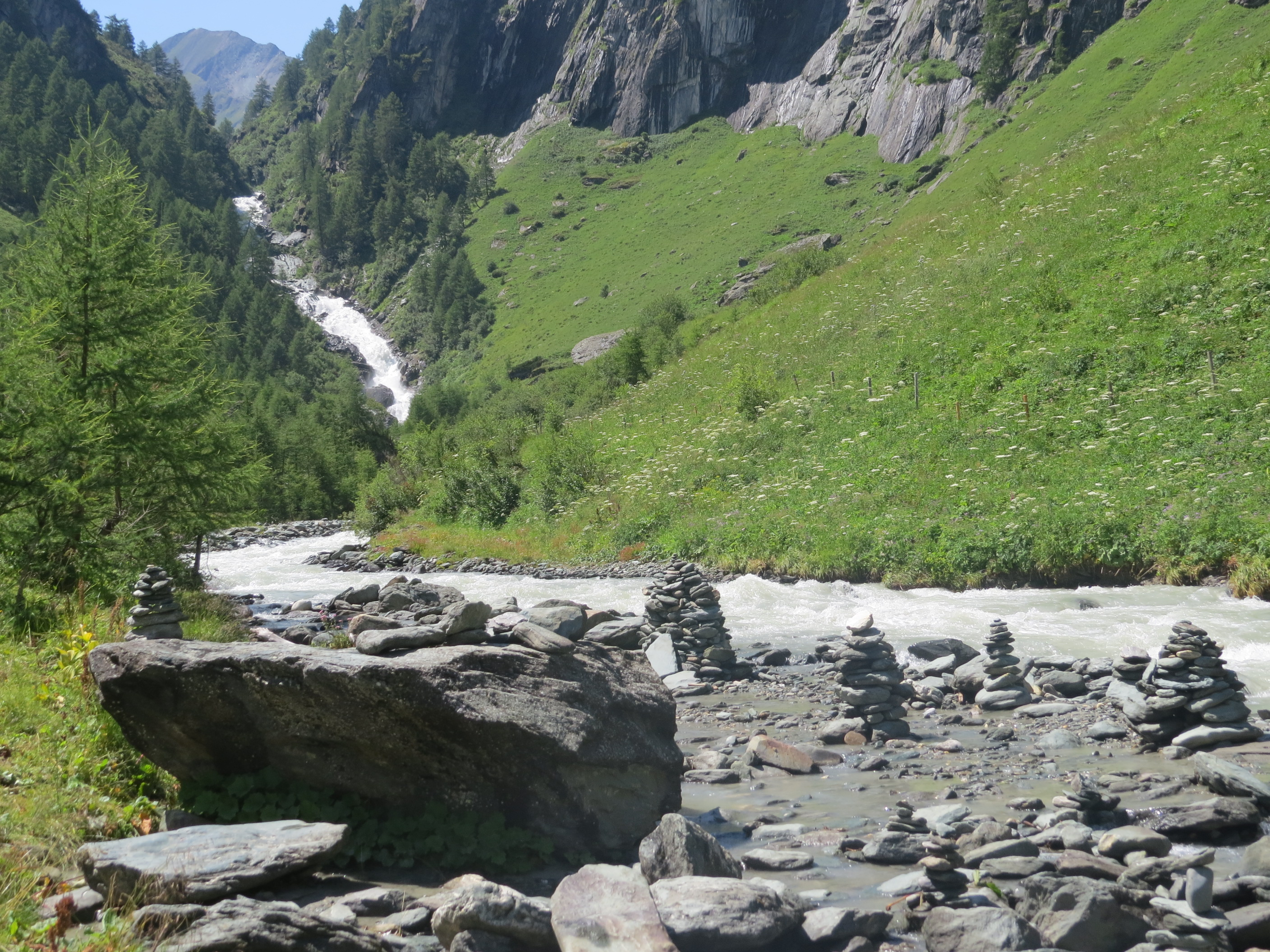
Ізель у Віргенталі

Ще одною загрозою для річки Ізель, та її водоспадів є танення льодовиків. Внаслідок глобального потепління відбувається їх скорочення, льодовик Умбалкісі з 1990 року став коротшим більше ніж на 700 м. Як припускають кліматологи, більшість льодовиків у Східних Альпах зникнуть до середини XXI століття. Льодовикова річка Ізель, що живиться талими водами, буде наповнюватися тільки джерельною та дощовою водою. Крім того відбудуться великі зміни в рослинному світі Альп. Уже навіть тепер ліси та альпійські луки піднялися значно вище.

### Велосипедний маршрут
Для любителів поїздок на велосипедах в долині річки Ізель можна здійснити приємну 29-кілометрову подорож від замку Брук до міста Матрай. Середній градієнт маршруту становить тільки 1 %. Дорога веде через чудову сільську місцевість уздовж берегів річки Ізель.

### Сплав по водах річки Ізель
Води річки Ізель дуже неспокійні, тому вона стала дуже популярною серед любителів швидкісного сплаву гірською річкою на гумових плотах і каяках, адже вона пропонує їм ідеальні умови. З травня по вересень рівень води досягає майже 250 см і створює пороги III та IV класів. У літні місяці вода стає теплішою, тому цей час вважається ідеальним. Крім екстремальних емоцій, які викликають бурхливі води під час оминання перешкод, учасники сплаву можуть милуватися чудовими краєвидами вздовж річкових берегів.